# Нижний Бирагзанг
Ни́жний Бирагза́нг (осет. Дæллаг Бирæгъзæнг) — село в Алагирском районе Республики Северная Осетия-Алания. Входит в состав Бирагзангского сельского поселения. Код Федеральной налоговой службы 1514.

## Географическое положение
Село расположено на левом берегу реки Ардон, в 1 км к северу от центра сельского поселения Верхнего Бирагзанга, в 1 км к востоку от районного центра Алагир и в 37 км к западу от Владикавказа. 

## Население
| 2002 | 2010 | 2021 |
| ---- | ---- | ---- |
| 590  | ↘555 | ↗569 |

## Инфраструктура
В селении имеется ФАП.

## Улицы
- улица Коста Хетагурова
- улица Новая

## Топографические карты
- Лист карты K-38-29 Алагир. Масштаб: 1 : 100 000. Состояние местности на 1984 год. Издание 1988 г.